# MAS (automòbil)
MAS fou la marca dels automòbils de competició que fabricà de forma artesanal el català Martí Mas i Maimó entre 1958 i 1979.

## Història
Martí Mas (Barcelona?, 1944) tingué afició per la mecànica des de ben jove. El 1958, amb només 14 anys, va dissenyar i construir un escúter equipat amb motor Mobylette en un racó d'una fàbrica familiar que va transformar en el seu taller privat. Dos anys més tard, el 1960, Mas va construir un vehicle de quatre rodes al qual anomenà "Tricicle esportiu" pel fet que l'eix posterior en duia dues d'asimètriques, de les quals normalment només una estava en contacte amb el terra. El vehicle anava equipat amb un motor Ducati Cucciolo de 49 cc.
El 1963, amb l'objectiu de participar en curses de karts, Martí Mas va construir un xassís multitubular amb doble trapezi, equipat amb un motor OSSA de 175 cc (per tant, amb marxes, embragatge i engegada, característiques que el diferenciaven dels karts convencionals). Amb aquest vehicle va obtenir un bon resultat a la cursa de resistència "6 Hores de Karts", disputada a l'Avinguda Diagonal de Barcelona. Des d'aleshores i fins al 1964, Martí Mas va competir en pujades de muntanya i ral·lis pilotant un Seat 600 i un Siata Turisa 750. En el nou Col·legi d'oficials de curses, Mas aconseguí els títols de comissari esportiu, tècnic, cronometrador i director de curses, i actuà com a tal en diverses proves.

### Els MAS 710 i 712
Tot seguit, Mas creà un nou i revolucionari turisme de dues places per a participar-hi en curses locals, al qual anomenà MAS 71.0 o 710. Era un sport-prototip amb xassís monocasc multitubular dotat de seccions rectangulars i rodones de diversos diàmetres. Duia dos motors centrals Bultaco de 250 cc cadascun, disposats transversalment, refrigerats per aire i amb els seus respectius embragatges i canvis per selector, els quals actuaven simultàniament i accionaven cadascun una roda del darrere. La carrosseria, amb entrades de refrigeració laterals, estava realitzada en fibra de vidre reforçada amb resina, de color vermell. A mitjan 1970, Mas en va realitzar una versió més esportiva, anomenada MAS 71.2 (o 712), semblant al seu predecessor però equipat amb un motor Auto Union (DKW) tricilíndric de 1.000 cc i 35 CV. Amb aquest cotxe, Martí Mas, va participar per primera vegada a la Pujada a Vallvidrera i es classificà per davant d'altres vehicles més potents. També va participar-hi en altres proves com ara la Sant Cugat-Tibidabo.

### El MAS 713 i 714

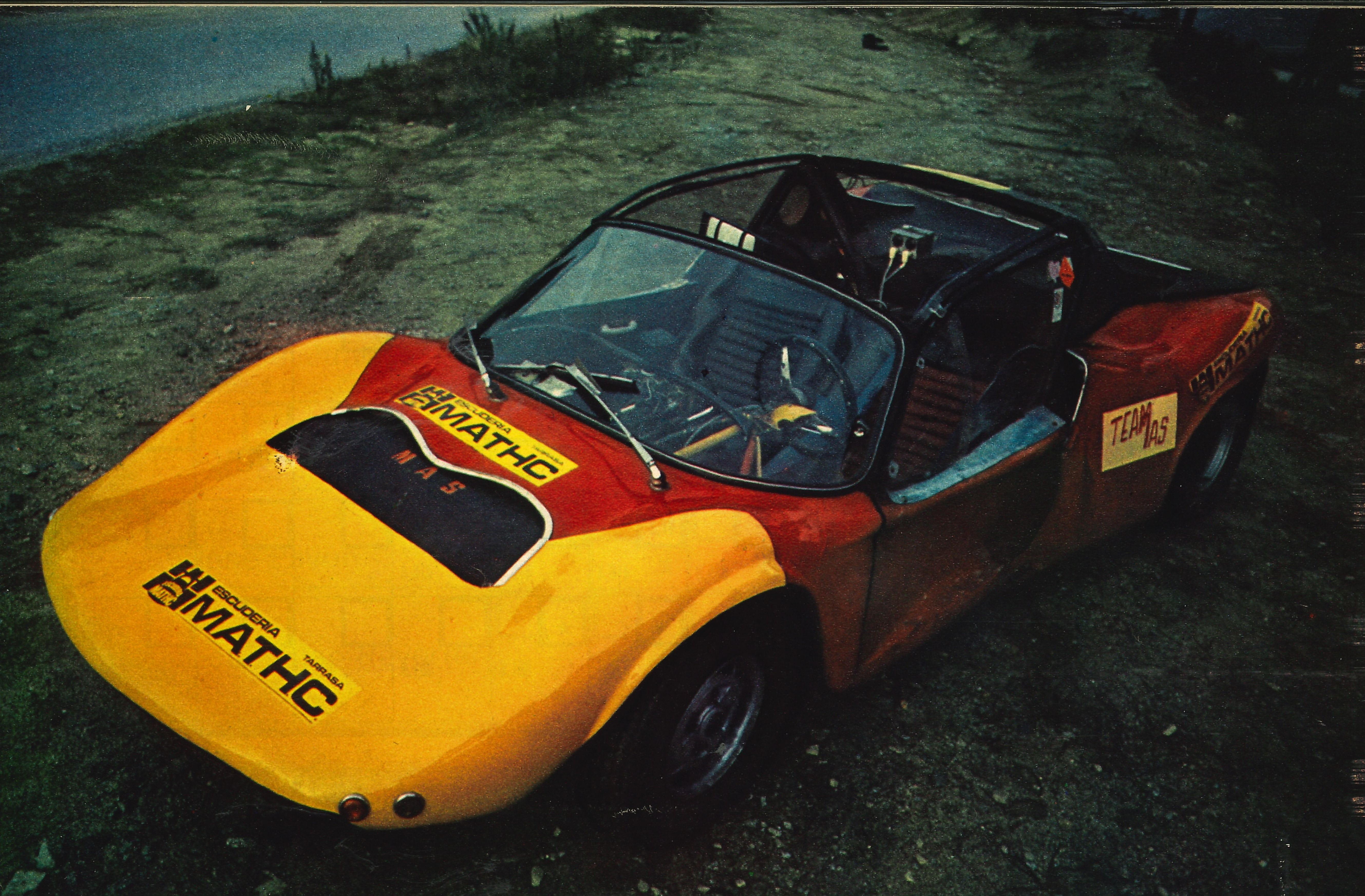
Model MAS 714

El 1972, Mas va realitzar una nova evolució del seu cotxe, més ràpida, anomenada MAS 713, canviada a finals d'any per una quarta versió, anomenada MAS 714, equipada amb un motor Fiat/SEAT tetracilíndric de 1.500 cc potenciat fins als 1.700 cc, el qual desenvolupava uns 80 CV. El MAS 714 va participar en diversos ral·lis i pujades de muntanya i també al circuit de Montjuïc (I i II Trofeu Escuderies Catalanes), obtenint-hi el quart lloc absolut d'entre més de 100 participants (els millors de totes les escuderies de Catalunya i les illes Balears), equipats amb cotxes molt més potents. Aquest fet molestà alguns directius de l'època, els quals intentaren evitar la participació del MAS 714 en més curses al·legant tota mena d'excuses. Fou una situació difícil que va originar una reclamació a la Federació Espanyola d'Automobilisme per part de Martí Mas.

### El MATRI
A partir d'aleshores, les curses es van començar a celebrar al llavors acabat d'estrenar circuit de Calafat, en el qual Martí Mas havia col·laborat activament i del qual en fou director de la cursa d'inauguració. Mentrestant, Mas va seguir investigant i va construir un nou model denominat MATRI (acrònim dels cognoms Mas i Trias, en honor del seu col·laborador Albert Trias, germà de Xavier Trias). El MATRI MT 763-P era un vehicle que seguia les característiques definides pel reglament com a "barqueta biplaça". El motor d'aliatge lleuger Oldsmobile, de disposició central i transversal, tenia 8 cilindres en V, una cilindrada total de 3.000 cci podia lliurar fins a 350 CV. La seva velocitat màxima en primera -i única- marxa era de 195 km/h amb el desenvolupament curt per a muntanya.